# Левиафан (Marvel Comics)
Левиафан (англ. Leviathan), Также называемая Левиафанская Орда (англ. Leviathan Horde) — это название вымышленной советской террористической организации, появившейся в комиксах издательства Marvel Comics.

## История публикации
Левиафан впервые появился в Secret Warriors №11 и был создан Джонатаном Хикманом и Стефано Каселли.

## Вымышленная история
Мало что известно об этой таинственной организации, за исключением того, что она родилась из коммунистического блока так же, как Гидра родилась из сил Оси и что Левиафан принес 100 000 лучших агентов Холодной войны Восточного Блока на объект, известный как Холодное хранилище, где большинство было помещено в крионовую суспензию до тех пор, пока это не понадобится. По-видимому, более высокие бои Левиафана были вовлечены в совместную игру с лидером Гидры Бароном Штрукером, Лидером Щ.И.Т.а Ника Фьюри и ручного гроссмейстера Соджи Сома, где встреча была назначена Овном. Они собрали вместе инопланетную технологию из Брода и коллекцию танков. Вместе эти устройства могут превратить человека в Супер Солдата. Затем Левиафан решил предать своих партнеров и взять технологию для себя. Гидра и Рука отбросили назад, украв чужой источник энергии, сделав так, чтобы танки превратили своих обитателей в монстров.
Во время сюжета Темное правление Левиафан атакует Агарасиму, оплот клана Ясида, где на Серебряного Самурая нападают таинственные демонические воины. После небольшой борьбы он покорен. Черный воин бросает свои когти в лицо, прежде чем определить, что у него нет того, что они ищут. Самый большой захват самураев требует знать, где «коробка». Те же воины затем атакуют верфь Немезида, где Горгон и входят в состав Левиафана.
Горгон сражается с солдатами Левиафана. Он легко побеждает команду, используя свой меч и окаменелость. Он комментирует, что они должны были привести армию. Лидер отряда Левиафана говорит, что этот день наступит. Затем он начинает заряжаться только для того, чтобы его отбросить назад. Пытаясь вернуться, командир отряда говорит, что в планах есть планы, и его хозяева боятся от долгого сна. Он использует свои когти, чтобы проколоть лицо Горгона, намереваясь найти информацию для своих мастеров. Горгон быстро реагирует, отрывая руку, прежде чем использовать Godkiller, чтобы приколоть его. Затем он требует знать, что им нужно. Руководитель команды показывает, что у них есть Гадюка. Убивая солдата Левиафана, Горгона мчится через Немезиду только для того, чтобы Левиафан убежал с Гадюкой на буксире. Правящий совет Гидры (состоящий из барона Штрукера, Горгона, Кракена и Мадам Гидры) обсуждает нападение Левиафана на Немезиду, которое стоило им двух страхов и половины его персонала. Горгон приходит к выводу, что в этой комнате есть предатель. Однако мадам Гидра утверждает, что вся атака могла быть поставлена. Тем не менее, Кракен сообщает всем, что Пси-агенты, которые были извлечены из Красной комнаты, были переназначены, чтобы найти предателя. В ледяфанских хранилищах под названием «Длинная зима» Левиафан приносит в Галерею допрос. Лидер требует знать, где «коробка». Когда она отказывается подчиниться, они бросают свои когти в ее лицо, прежде чем определить, что она не знает. Они узнают, что у мадам Гидры это есть. Руководитель Левиафана ворчит, что это задержка в их планах. Затем он объявляет: «Призовите орду ... разбудите лучшее». И перед ним бесчисленные линии контейнеров.
Транспорт Мадам Гидры подходит к базе Левиафана «Длинная зима». Командир Левиафана позволяет ей приземляться. Однако Левиафан хочет что-то ценное взамен: ящик, который мадам Гидра закупила у Яшид. Мадам Гидра представляет японскую коробку лидеру Левиафана Магадану, к большому разочарованию Гадюки. Однако он не предназначен для торговли, а является подарком. Гадюка отчаянно спрашивает, как она может предать все, в чем она верит. Мадам Гидра отвечает, что она сделала это больше, чем больше, и стреляет в нее. Магадан показывает ликование в связи с гибелью одного из лидеров Гидры. Затем мадам Гидра снимает головной убор, чтобы вернуться к своей личности, как Валентина Аллегра де Фонтен. Валентина вернулась в свою старую одежду, прежде чем подробно рассказать Магадану о Гидре. Она объясняет, что в то время как Гидра технологически продвинута, они борются с набором и разделенными интересами. Затем лейтенанты Магадана подключают коробку и размораживают один из контейнеров, пробуждая своего обитателя Ориона. Как сама одежда Ориона, Валентина и Магадан обновляют его по состоянию на Россию. Затем Орион заявляет, что они «издеваются над Бароном, соблазняют Фьюри». Гидра прибывает в Длинную зиму только, чтобы найти ее пустынной, за исключением нескольких отрядов, оставленных позади и трупа Гадюки. Один агент Гидры приносит барону Штрукеру голографический рекордер, который проецирует образ Ориона (которого Штрукер признает как Виктора Уварова). Когда устройство распознает его голос, сообщение Ориона играет, что, несмотря на неудачи между их двумя организациями во время его сна, они должны встретиться в Короне через три дня. Десять дней назад делегация Левиафана прибыла на базу Гидры под названием Корона в Киото. Кракен говорит барону Штрукеру, что есть три человека. Среди них Магадан, Орион и, очевидно, их предатель. Орион, Магадан и Валентина Аллегра де Фонтен прибыли на встречу с лидерами Гидры. Валентина больше потрясена, увидев, что Гадюка жива с щупальцами на голове и восстановила свой статус мадам Гидра. По мере того, как начинается собрание, Орион дает предложение от подчинения Гидры. Барон Штрукер отказывается и приказывает Горгону убить его. Тем не менее, Орион выжил, ударившись в плечо от Горгона, когда Магадан ударил его молотком. Именно тогда атакует эскадра Левиафана. Сейчас это настоящая война между Гидрой и Левиафаном. Обе террористические организации проявили крайность в своих методах, выбирая целые базы без учета гражданских лиц. В конце концов, Левиафан думал сделать прекращение огня только для Магадана, чтобы его убили. В отместку Левиафан доставил в Сиэтл центр вербовки Гидры.
На новейшей перестроенной базе Левиафана, Орион и Валентина планируют напасть на Горгона и Мадам Гидру. Затем внезапно все их солдаты Левиафана самоуничтожатюся. Они обвиняют Ника Фьюри. Позднее Валентина возвращается в федеральное агентство в Берлине. Ник Фьюри посещает Валентину в плену в Берлине. Последний спрашивает его, что он сделал. Он говорит одно: «Я победил». Проще говоря, когда Магадан подключил технологию Legacy из этой коробки, она дала Левиафану, что он не знал о том, что Фьюри контролирует систему, питая воинов Левиафана больше энергии, чем необходимо, и, по сути, сокращая их продолжительность жизни, заставляя их самоуничтожиться. Остался только Орион, у которого есть тысяча жизней, чтобы сгореть, но он всего лишь один человек. Затем Валентина сетует, что все, над чем она работала, было напрасно. Затем она признает, что она повернулась, чтобы найти ее.

## Члены
- Магадан - лидер Левиафана. Он был убит Джоном Гарреттом, чтобы он выглядел так, как Гидра.
- Валентина Аллегра де Фонтен — Она была показана кротом в Щ.И.Т.е и Гидре.
- Орион - наемник Левиафана. Затем он был убит Филом Колсоном.

## Вне комиксов

### Телевидение
Левиафан появляется в телесериале Агент Картер. Группа была основана после Второй мировой войны по приказу Иосифа Сталина, его членов, включая гипнотизера Иоганна Фенхоффа и Дороти «Дотти» Андервуд. Как видно в первом сезоне, некоторые оперативники, такие как Лит Браннис (изображенный Джеймсом Фрейном) и Саша Демидов (изображенный Джеймсом Гербертом) отключили свои голосовые связки, которые остались с Y-образным разрезом на шее, где расположены голосовые связки и предотвращая их от разговор без использования синтезатора речи. Группа подстрекает главный сюжет сезона, организовав трюк на своде самых опасных изобретений Говарда Старка. Хотя намерение Левиафана состояло в том, чтобы получить возбуждающий насилие газ «Полуночное масло», Браннис решает продать другие изобретения Старка на черном рынке, а не вернуться на базу. Это заставляет Левиафан вводить в полевых сил больше оперативников для извлечения газа, одновременно устраняя любых свидетелей, что делает существование группы известной в Стратегическом Научном Резерве. Сначала они отправляют Демидова пойти за Браннисом, что приводит к тому, что они оба оказываются мертвы. К концу первого сезона Фенхофф арестован С.Н.Р. в то время как Дотти удается уйти. Во  втором сезоне Дотти и некоторые оперативники набрасывают банк на таргетинг на банковский счет Совета Девяти только для того, чтобы они были побеждены С.Н.Р. Когда Джек Томпсон работает над попыткой узнать от Дотти больше о Левиафане, допрос прерывается, когда ФБР, возглавляемое Верноном Мастере, передает Дотти в тюрьму ФБР.

### Фильм
Левиафан выступает в качестве главного антагониста в «Мстителей: Черная Вдова и Каратель». У организации есть аукцион украденной технологии с различными суперзлодеями (включая, но не ограничивая Графа Нефариа, Гравитона, Грим Рипера и Барона Гельмута Земо) в качестве покупателей.